# Marko Jantunen
Marko Jantunen (* 14. Februar 1971 in Lahti) ist ein ehemaliger finnischer Eishockeyspieler, der in seiner aktiven Zeit von 1988 bis 2010 unter anderem für die Calgary Flames in der National Hockey League gespielt hat.

## Karriere
Marko Jantunen begann seine Karriere als Eishockeyspieler in seiner Heimatstadt in der Nachwuchsabteilung von Hockey-Reipas, für dessen Profimannschaft er in der Saison 1988/89 sein Debüt in der I divisioona, der zweiten finnischen Spielklasse gab. In der folgenden Spielzeit gelang ihm mit seiner Mannschaft der Aufstieg in die SM-liiga, in der er weitere zwei Jahre bei Hockey-Reipas verbrachte, ehe er zur Saison 1992/93 innerhalb der höchsten finnischen Spielklasse zu KalPa Kuopio wechselte. In der folgenden Spielzeit wurde der Flügelspieler mit TPS Turku Vizemeister. Zu diesem Erfolg trug er mit 66 Scorerpunkten in 59 Spielen bei. Mit 29 Treffern in der Hauptrunde war er zudem der beste Torschütze der SM-liiga. 
Im Sommer 1994 unterschrieb er einen Vertrag beim Västra Frölunda HC aus der schwedischen Elitserien. In der Saison 1995/96 wurde er mit den Schweden Vizemeister. In den Playoffs war er mit 16 Scorerpunkten, davon acht Toren, sowohl Topscorer als auch bester Torschütze aller Elitserien-Spieler. Die Saison 1996/97 begann er bei den Calgary Flames, die ihn im NHL Entry Draft 1991 in der elften Runde als insgesamt 239. Spieler ausgewählt hatten. Für Calgary stand er in insgesamt drei Spielen in der National Hockey League auf dem Eis, während er ansonsten für deren Farmteam, die Saint John Flames, in der American Hockey League in 23 Spielen acht Tore und 16 Vorlagen erzielte. Noch vor Ende der Spielzeit kehrte er zu Västra Frölunda zurück, für das er bis 1999 aktiv war.
Von 1999 bis 2003 stand Jantunen beim Färjestad BK unter Vertrag. Mit diesem wurde er in der Saison 2001/02 Schwedischer Meister. In den Jahren 2001 und 2003 wurde er zudem Vizemeister mit dem FBK. Daraufhin kehrte er in seine finnische Heimat zurück, in der er in den folgenden zweieinhalb Jahren bei Jokerit Helsinki in der SM-liiga auf dem Eis stand. Mit dem Hauptstadtclub wurde er in der Saison 2004/05 ebenfalls Vizemeister. Nachdem er auch die folgende Spielzeit bei Jokerit begonnen hatte, beendete er sie in Schweden beim Timrå IK. Von 2006 bis 2010 lief er für seinen Heimatverein Pelicans Lahti auf, bei dem er anschließend seine Karriere im Alter von 39 Jahren beendete.  

### International
Für Finnland nahm Jantunen im Juniorenbereich an der U18-Junioren-Europameisterschaft 1989 und der U20-Junioren-Weltmeisterschaft 1991 teil. Bei der U18-Europameisterschaft 1989 gewann er mit seiner Mannschaft die Bronzemedaille. Im Seniorenbereich stand er im Aufgebot seines Landes bei der Weltmeisterschaft 1997 sowie 2005 bei der Euro Hockey Tour.

## Erfolge und Auszeichnungen
| - 1990 Aufstieg in die SM-liiga mit Hockey-Reipas - 1993 Europapokal-Gewinn mit TPS Turku - 1994 Finnischer Vizemeister mit TPS Turku - 1994 Bester Torschütze der SM-liiga - 1996 Schwedischer Vizemeister mit dem Västra Frölunda HC - 1996 Topscorer der Elitserien-Playoffs | - 1996 Bester Torschütze der Elitserien-Playoffs - 2001 Schwedischer Vizemeister mit dem Färjestad BK - 2002 Schwedischer Meister mit dem Färjestad BK - 2003 Schwedischer Vizemeister mit dem Färjestad BK - 2005 Finnischer Vizemeister mit Jokerit Helsinki |

### International
- 1989 Bronzemedaille bei der U18-Junioren-Europameisterschaft